# Eva Brunne
Gerd Eva Cecilia Brunne (Malmö 7. ožujka 1954.) klerica je u Švedskoj Crkvi koja je postala biskupica stockholmska 2009. godine. Prva je lezbijska biskupica na svijetu i prva biskupica Švedske crkve koja je u registriranom istospolnom partnerstvu. Biskupica Brunne poznata je također kao gorljiva protivnica rasizma i ksenofobije.

## Obrazovanje i rana karijera
Brunne je rođena 7. ožujka 1954. u Malmöu gdje je i odrastala. Upisavši se na studij postala je studentica teologije na Sveučilištu u Lundu. Zaređena je za svećenicu 1978. godine, a služiti je počela u Biskupiji lundskoj koja obuhvaća najjužnije švedske pokrajine Blekinge i Scaniju. Brunne je provela prve godine svojega svećenstva u Karlskroni u Blekingeu. Nakon što je 1980. postala generalna tajnica Švedskog studentskog kršćanskog pokreta Brunne se trajno nastanila u Stockholmu. Prije preuzimanja položaja vikarice župe sundbyberške 1990. godine djelovala je kao sveučilišna kapelanica i biskupičina savjetnica. Poslije osam godina vikarstva u Sundbybergu Brunne je provela još osam godina kao vikarica flemingsberška. Godine 2000. postala je poglavarica huddingeskog i botkyrskog dekanata službujući na tom mjestu sve do 2006.

## Episkopat
Predstavljajući kler u Glavi Luteranske biskupije stockholmske od 1997. do 2005. godine, postala je dekanica biskupije 2006. godine. Dana 26. svibnja 2009. Brunne je izabrana za biskupicu stockholmsku naslijedivši Caroline Krook. Time je postala prva otvorena lezbijska biskupica na svijetu i prva biskupica Švedske crkve koja je u registriranom homoseksualnom partnerstvu. Brunne je pobijedila na izborima s 413 glasa nasuprot 365 i izjavila: "Vrlo je pozitivno što naša Crkva ovdje postavlja primjer i izabire me za biskupicu na osnovi mojih kvalifikacija premda im je također znano da se drugdje mogu susresti s otporom." Na službenom mrežnom mjestu Švedske crkve Brunne je napisala: "Znam što znači biti doveden u pitanje. U sretnoj sam situaciji u kojoj imam moć i mogu je rabiti na dobrobit onih koji je nemaju."
Brunne je posvetio za biskupicu Anders Wejryd, nadbiskup uppsalski u Uppsalskoj katedrali 8. studenoga. Kralj Carl XVI. Gustaf i kraljica Silvia pohodili su posvećenje. Pet anglikanskih biskupa uključujući tadašnjeg nadbiskupa kenterberijskog Rowana Williamsa, otklonili su pozivnicu za pohađanje ceremonije jednako kao što su to učinili predstavnici Luteranske svjetske federacije i crkava islandske, estonske, latvijske i litavske. Nadbiskup Wejryd zanijekao je da kler Engleske crkve bojkotira ceremoniju.

### Grb
Brunne je potvrdila da se njezin grb kao biskupice stockholmske sastoji od "grba Biskupije stockholmske, sv. Erika i švedske zastave, ali i Lutherove ruže koja je pripadala Martinu Lutheru. Križ je podsjetnik da vjera u raspetog i uskrslog Krista ushićuje."

### Incident pri otvaranju Riksdaga
U listopadu 2010. godine biskupica Brunne sudjelovala je na skupu protiv rasizma i ksenofobije u Stockholmu nakon što su nacionalistička stranka Švedskih demokrata ušla u Riksdag. Sljedećeg je dana Brunne spomenula demonstracije u tradicionalnoj crkvenoj propovijedi koja prethodi otvorenju Riksdaga. Na to su reagirali Jimmie Åkesson i ostali članovi stranke tako što su nagrnuli u crkvu. Åkesson je izjavio da je biskupica u svojem govoru očigledno napala njegovu stranku. Brunne je zanijekala da je govor bio uperen protiv bilo koje specifične stranke.

## Osobni život
Od 2001. godine Brunne je u registriranom partnerstvu s Gunillom Lindén koja je također zaređena svećenica Švedske crkve. Njihova je veza dobila crkveni blagoslov, a par ima dvojicu sinova rođenu 2006. godine.

## Vanjske poveznice
- profil na službenom mrežnom mjestu Švedske crkve